# Stéphane Lauzanne
Pour les articles homonymes, voir Lauzanne.
Stéphane Lauzanne, né le 22 janvier 1874 à Paris 16e et mort le 23 novembre 1958 à Paris 8e, est un journaliste français, rédacteur en chef du journal Le Matin de 1901 à 1944.

## Biographie

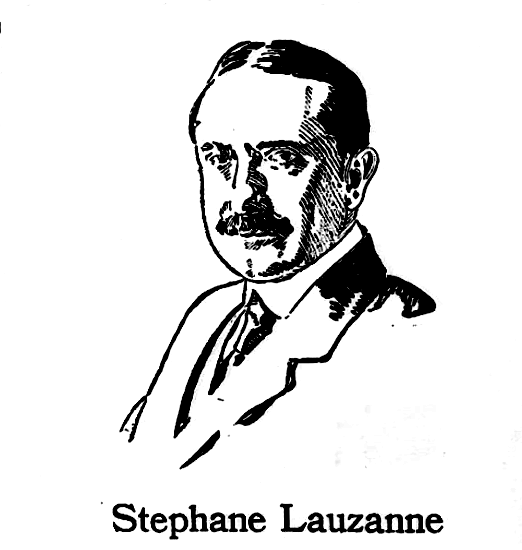
Stéphane Lauzanne comme contributeur pour le New-York Tribune en 1922.

Fils adoptif du journaliste Henri Opper de Blowitz, il devient rédacteur en chef du quotidien Le Matin en 1901, poste qu'il partage initialement avec Henry de Jouvenel avant de l'occuper seul à partir des années 1930,. Pendant l'entre-deux-guerres, la ligne politique du journal s'oriente progressivement vers l'extrême droite pour devenir finalement ouvertement antiparlementaire et anticommuniste.
Comme son confrère André Tardieu, journaliste au quotidien Le Temps, Lauzanne sert le gouvernement français en tant que membre de missions diplomatiques. Ainsi, pendant la Première Guerre mondiale, il est membre de la mission française aux États-Unis. 
Sous l'Occupation, le quotidien dirigé par Maurice Bunau-Varilla devient immédiatement collaborationniste. Lauzanne y signe des éditoriaux pro-nazis qui lui vaudront d'être arrêté à Paris vers le 24 août 1944 et interné à la prison de la Santé. Il est jugé par la Cour de justice de la Seine le 31 octobre 1944 et condamné à 20 ans de réclusion pour « intelligence avec l’ennemi »,. Il passe plusieurs années à la maison centrale de Saint-Martin-de-Ré. Après sa libération, il écrit épisodiquement dans l'hebdomadaire Rivarol et dans d'autres journaux d'extrême droite.

## Ouvrages
- Au chevet de la Turquie, quarante jours de guerre, Paris, A. Fayard, 1913.
- Feuilles de route d'un mobilisé, Lausanne, Payot, 1916.
- War addresses, New York, The Pensylvania society, 1917.
- Fighting France, New York, D. Appleton and Company, 1918.
- Francia batalladora, New York, D. Appleton and Company, 1919.
- Les hommes que j'ai vus, Paris, A. Fayard et Cie, 1920.
- Great Men and Great Days, New York, D. Appleton and Company, 1921.
- Au secours du français enchaîné, Paris, Éditions de la Nouvelle revue critique, 1928.
- Les Soviets et la dette russe en France. Les Soviets et les Organisations de la Paix. France et Russie., Paris, Publications de la conciliation internationale, 1930, avec la collaboration de Francis Delaisi et René Cassin.